# Habroleptoides thomasi
Habroleptoides thomasi is een haft uit de familie Leptophlebiidae. De wetenschappelijke naam van de soort is voor het eerst geldig gepubliceerd in 1986 door Sartori.
De soort komt voor in het Palearctisch gebied.